# Ребиндер, Алексей Максимович
Алексей Максимович Ребиндер (1795―1869, Висбаден) ― генерал-лейтенант русской императорской армии из рода Ребиндеров.  Основатель Алексеевского сахарного завода в Шебекино (ныне Белгородская область), внёс большой вклад в социально-экономическое развитие города.

## Биография
Алексей Максимович Ребиндер был представителем дворянского рода балтийских немцев. Ребиндеры изначально происходили из Вестфалии, откуда в начале XV века переселились в Прибалтийский край. Члены рода осели во многих европейских странах.
Родился в 1795 году. Отец ― Отто Фридрих фон Ребиндер (нем. Otto Friedrich von Rehbinder, род. 1750) жил в Ливонии, при крещении в православии принял имя Максим Карлович. Мать ― Мария Прокофьевна Разамай (ум. 1838, похоронена в Шебекино). Братья — Павел, Александр и Георгий, в семье также было три дочери.

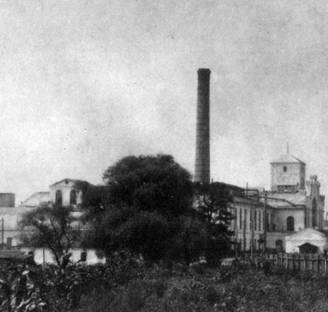
Алексеевский сахарный завод в Шебекино, 1910-е годы.

Алексей Ребиндер был зачислен в русскую армию ещё будучи в возрасте тринадцати лет. В звании унтер-офицера принял участие в Русско-турецкой войне 1806―1812 годов. В 1812 году также принял участие в Отечественной войне, командовал небольшим отрядом в битве при Бородино, а затем, уже в чине лейтенанта, дошёл со своими солдатами до Парижа.
В 1814 году Алексей Ребиндер был произведён в чин капитана, в 1820 стал майором, 1825 году ― полковником, в 1831 году — генерал-майором. Принимал участие в Русско-турецкой войне 1828―1829 годов. С 1832 года командовал лейб-гвардии Семёновским пехотным полком, а позднее был командиром 2-й гвардейской пехотной дивизии. В 1839 году был зачислен в Свиту Его Императорского Величества. В 1843 году утратил свитское звание генерал-майора в связи с производством в генерал-лейтенанты. Оставил военную службу в 1848 году.
В 1836 году приобрёл земли в слободе Шебекино (ныне город Шебекино, Белгородская область) и тремя годами позднее основал там Алексеевский сахарный завод, названный так в его честь. Был одним из крупнейших землевладельцев Курской губернии. Промышленное хозяйство унаследовал сын Александр, который успешно продолжил вести в нём дела. Он реконструировал предприятие, открыл в слободе механические мастерские по ремонту сельхозтехники, построил винокуренный завод, мельницу с маслобойкой, основал Марьинскую сельскохозяйственную школу. На его же средства были открыты больница, реальное училище, электростанция и большое количество прочих объектов инфраструктуры.
Внезапно скончался 4 (16) августа 1869 года от паралича лёгких в Висбадене, где и был похоронен.

## Награды
Был награждён орденом Святого Георгия IV класса, орденом Святого Владимира II, III, IV степеней, орденом Святой Анны I, II, IV степеней, прусским Орденом Красного орла II степени, а также рядом медалей: «За поход 1812 года против Наполеона», «За завоевание Парижа 1814 года», медаль «За поход в Турцию 1828―1829 годов», медаль «За штурм Варшавы 1831 года», имел знак отличия «Виртути Милитари».

## Семья

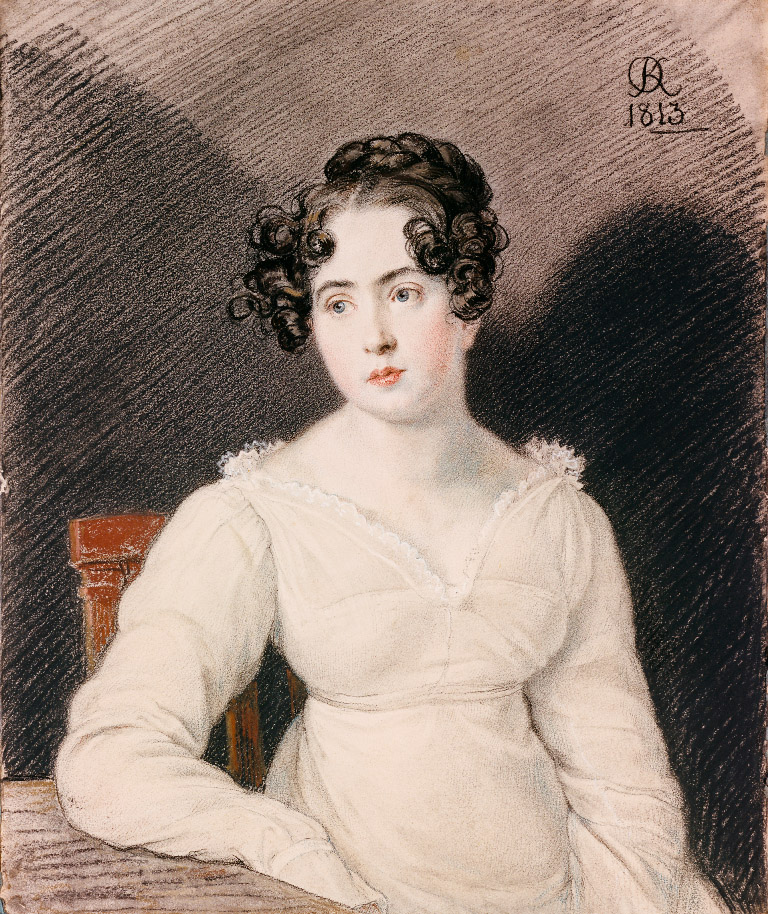
Софья Осиповна Велио на портрете Кипренского (1813)

Жена ― Софья Осиповна Велио (9 декабря 1793 — 30 марта 1840), старшая дочь придворного банкира барона Иосифа Велио и его жены Софьи Ивановны Севериной. Их царскосельский дом на Средней улице посещали многие лицеисты, среди которых был и Пушкин, и даже волочились за красавицей Софи. Ей поэт посвятил стихотворение «На Баболовский дворец» (1816—1817), в котором она, по преданию, встречалась с императором Александром I. По словам М. Корфа, император очень благоволил к девице Велио и часто бывал в доме её матери, но сверх того назначал ей и уединенные свидания. Похоронена на Смоленском лютеранском кладбище в Петербурге. Дети:
- Софья (23 сентября 1824 — 15 мая 1897), крестница императора Александра I[11], фрейлина двора, в 1843 году вышла замуж за служащего в министерстве иностранных дел Пономарёва, сына богатого откупщика П. И. Пономарёва. Похоронена в Висбадене рядом с отцом.
- Александр (14 февраля 1826 ― 31 августа 1913), генерал от инфантерии, управлял Алексеевским сахарным заводом после смерти отца. Похоронен в Висбадене рядом с отцом.
- Михаил (30 августа 1827[12] — 5 апреля 1829), крестник великого князя Михаила Павловича, похоронен рядом с матерью.
- Николай (03 сентября 1829 — 23 сентября 1904), генерал, похоронен в Висбадене рядом с отцом.
- Екатерина (10 мая 1834 — 10 марта 1838), похоронена рядом с матерью.
- Ольга (1837— ?), замужем (с 30.06.1865, Висбаден) за баварским бароном Виктором Эмилем фон Гебзаттель (1827— ?).